# Katharina Liensberger
Katharina Liensberger (Feldkirch, 1º aprile 1997) è una sciatrice alpina austriaca, campionessa del mondo nello slalom speciale e nello slalom parallelo a Cortina d'Ampezzo 2021 e vincitrice di una Coppa del Mondo di slalom speciale.

## Biografia

### Stagioni 2013-2017
Specialista delle prove tecniche, Katharina Liensberger ha esordito nel Circo bianco il 11 novembre 2013 disputando a Solda uno slalom gigante valido come gara FIS, classificandosi 29ª. Ha debuttato in Coppa Europa il 19 febbraio 2016, nello slalom gigante disputato sulle nevi di Zinal non riuscendo a qualificarsi per la seconda manche. Ha esordito in Coppa del Mondo il 12 gennaio 2016 nello slalom speciale di Flachau, non riuscendo a qualificarsi per la seconda manche. In Coppa Europa ha ottenuto il primo podio il 7 gennaio 2016, giungendo 3ª nello slalom speciale di Zinal, e la prima vittoria il 29 novembre 2017 a Funäsdalen nella medesima specialità.

### Stagioni 2018-2025
Ai XXIII Giochi olimpici invernali di Pyeongchang 2018, sua prima presenza olimpica, ha vinto la medaglia d'argento nella gara a squadre e si è classificata 8ª nello slalom speciale; l'8 gennaio dell'anno successivo ha colto a Flachau in slalom speciale il suo primo podio in Coppa del Mondo (3ª) e ai Mondiai di Åre 2019, suo esordio iridato, ha vinto la medaglia d'argento nella gara a squadre, mentre nelle gare individuali ha ottenuto il 12º posto nello slalom gigante e il 4º nello slalom speciale.
Ai Mondiali di Cortina d'Ampezzo 2021 ha vinto la medaglia d'oro nello slalom speciale e nello slalom parallelo, quella di bronzo nello slalom gigante e si è classificata 5ª nella gara a squadre; il 13 marzo successivo ha ottenuto la prima vittoria in Coppa del Mondo, a Åre in slalom speciale e al termine della stessa stagione si è aggiudicata la Coppa del Mondo di slalom speciale, sopravanzando la statunitense Mikaela Shiffrin di 35 punti, dopo essere salita sul podio in otto gare di specialità su nove ed essersi imposta due volte.
Ai XXIV Giochi olimpici invernali di Pechino 2022 ha vinto la medaglia d'oro nella gara a squadre, quella d'argento nello slalom speciale e si è piazzata 15ª nello slalom gigante; ai Mondiali di Courchevel/Méribel 2023 è stata 24ª nello slalom gigante, 20ª nello slalom speciale, 4ª nella gara a squadre (partecipando come riserva) e non si è qualificata per la finale nel parallelo. Nella successiva rassegna iridata di Saalbach-Hinterglemm 2025 ha vinto la medaglia di bronzo nello slalom speciale e si è classificata 12ª nello slalom gigante e 5ª nella combinata a squadre; al termine di quella stagione 2024-2025 si è piazzata 2ª nella Coppa del Mondo di slalom speciale, superata da Zrinka Ljutić di 32 punti.

## Palmarès

### Olimpiadi
- 3 medaglie:
  - 1 oro (gara a squadre a Pechino 2022)
  - 2 argenti (gara a squadre a Pyeongchang 2018, slalom speciale a Pechino 2022)

### Mondiali
- 5 medaglie:
  - 2 ori (slalom speciale, slalom parallelo a Cortina d'Ampezzo 2021)
  - 1 argento (gara a squadre a Åre 2019)
  - 2 bronzi (slalom gigante a Cortina d'Ampezzo 2021; slalom speciale a Saalbach-Hinterglemm 2025)

### Mondiali juniores
- 2 medaglie:
  - 2 argenti (slalom gigante a Åre 2017; slalom gigante a Davos 2018)

### Coppa del Mondo
- Miglior piazzamento in classifica generale: 5ª nel 2021
- Vincitrice della Coppa del Mondo di slalom speciale nel 2021
- 18 podi (1 in slalom gigante, 17 in slalom speciale):
  - 3 vittorie (in slalom speciale)
  - 7 secondi posti (in slalom speciale)
  - 8 terzi posti (1 in slalom gigante, 7 in slalom speciale)

#### Coppa del Mondo - vittorie
| Data          | Località    | Paese    | Specialità |
| ------------- | ----------- | -------- | ---------- |
| 13 marzo 2021 | Åre         | Svezia   | SL         |
| 20 marzo 2021 | Lenzerheide | Svizzera | SL         |
| 12 marzo 2022 | Åre         | Svezia   | SL         |

Legenda:

SL = slalom speciale

### Coppa Europa
- Miglior piazzamento in classifica generale: 10ª nel 2017
- 9 podi:
  - 2 vittorie
  - 3 secondi posti
  - 4 terzi posti

#### Coppa Europa - vittorie
| Data             | Località   | Paese    | Specialità |
| ---------------- | ---------- | -------- | ---------- |
| 29 novembre 2017 | Funäsdalen | Svezia   | SL         |
| 2 marzo 2018     | Zinal      | Svizzera | GS         |

Legenda:

GS = slalom gigante

SL = slalom speciale

### Australia New Zealand Cup
- Miglior piazzamento in classifica generale: 7ª nel 2018
- 3 podi:
  - 1 secondo posto
  - 2 terzi posti

### Campionati austriaci
- 6 medaglie:
  - 3 ori (slalom gigante, slalom speciale nel 2019; slalom speciale nel 2022)
  - 1 argento (slalom gigante nel 2025)
  - 2 bronzi (slalom gigante nel 2020; slalom gigante nel 2024)